# 417 aC
El 417 aC va ser un any del calendari romà prejulià. Era també l'any 337 ab urbe condita, o de la fundació de la ciutat de Roma. L'ús del nom «417 aC» per referir-se a aquest any es remunta a l'alta edat mitjana, quan el sistema Anno Domini va ser el mètode de numeració dels anys més comú a Europa.

## Esdeveniments
- Ostracisme d'Hipèrbol. Aquest polític i demagog va demanar l'ostracisme per a Nícies i Alcibíades, amb l'esperança de desfer-se almenys d'algun dels dos, però els acusats van unir les seves forces i influències i van aconseguir que el poble expulsés a Hipèrbol, segons explica Plutarc.[2]
- Aquell any van ser elegits tribuns amb potestat consular: Publi Lucreci Tricipití, Agripa Meneni LanatLanat, Espuri Veturi Cras Cicurí i Gai Servili Estructe Ahala.[3]